# Геологія Уралу

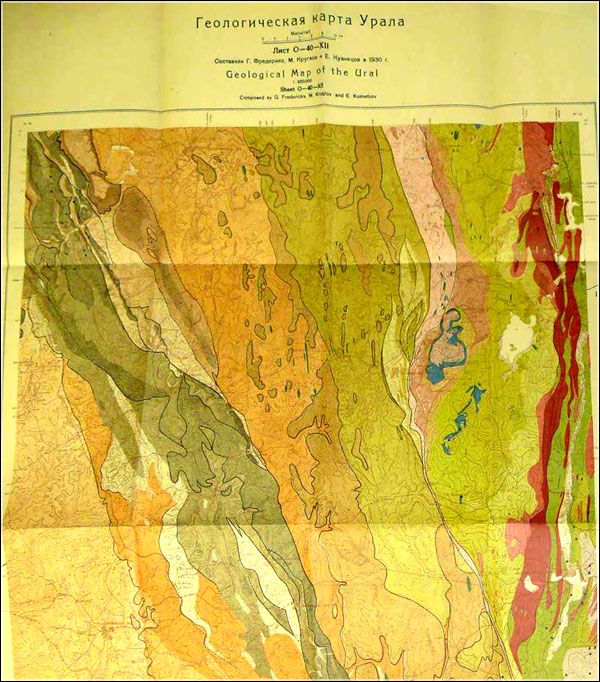
Геологічна карта Уралу (1930).

Формування гірської системи Уралу почалося в пізньому девоні (близько 350 млн років тому) і закінчилося в тріасі (близько 200 млн років тому). Урал є складовою частиною Урало-Монгольського геосинклінального пояса. У межах Уралу на поверхню виходять деформовані і часто метаморфізовані гірські породи переважно палеозойського віку. Товщі осадових і вулканічних порід зазвичай сильно зім'яті, порушені розривами, але в цілому утворюють меридіональні смуги, що зумовлюють лінійність і зональність структур Уралу. 
Із заходу на схід виділяються: 
- - Передуральський крайовий прогин з порівняно пологим заляганням осадових товщ в західному борту і більш складним у східному;
- - зона західного схилу Уралу з розвитком інтенсивно зім'ятих і порушених насувів осадових товщ нижнього і середнього палеозою;
- - Центральноуральське підняття, де серед осадових товщ палеозою і верхнього докембрію місцями виходять більш давні кристалічні породи краю Східно-Європейської платформи;
- - система прогинів-синкліноріїв східного схилу (найбільші – Магнітогорський і Тагильський), виконаних головним чином середньопалеозойськими вулканічними товщами і морськими, нерідко глибоководними осадами, а також проривними глибинними виверженими породами (габроїдами, ґранітоїдами, рідше лужними інтрузіями) – це т. зв. зеленокам’яний пояс Уралу;
- - Урало-Тобольський антиклінорій з виходами більш давніх метаморфічних порід і широким розвитком гранітоїдів;
- - Східно-Уральський синклінорій, багато в чому аналогічний Тагильсько-Магнітогорському.

У основі перших трьох зон простежується древній, ранньодокембрійський, фундамент, складений переважно метаморфічними і магматичними породами і утворений в результаті кількох епох складчастості. Найдавніші, імовірно архейські, породи виходять на поверхню в Тараташському виступі на західному схилі Південного Уралу. Доордовицькі породи у фундаменті синкліноріїв східного схилу Уралу невідомі. Фундаментом палеозойських вулканогенних товщ синкліноріїв служать потужні пластини гіпербазитів і габроїдів, місцями виходять на поверхню в масивах платиноносного пояса та інших споріднених йому поясів. На сході, в Урало-Тобольському антиклінорії, виходи докембрійських порід досить проблематичні.
Палеозойські відклади західного схилу Уралу представлені вапняками, доломітами, пісковиками, що утворилися в умовах переважно мілководних морів. На схід переривчастою смугою простежуються більш глибоководні осади континентального схилу. Ще на схід, в межах східного схилу Уралу, розріз палеозою (ордовик, силур) починається зміненими вулканітами базальтового складу і яшмами, порівняними з породами дна сучасних океанів. Місцями вище по розрізу залягають потужні, також змінені спіліт-натрій-ліпаритові товщі з родовищами мідноколчеданних руд. Більш молоді відклади девону і частково силуру представлені переважно андезито-базальтовими, андезито-дацитовими вулканітами і граувакками, що відповідають у розвитку східного схилу Уралу стадії, коли океанічна земна кора змінилася корою перехідного типу. Відклади кам’яновугільного періоду, пов'язані з найбільш пізньою, континентальною стадією розвитку східного схилу Уралу. На цій же стадії укоренилася і основна маса палеозойських, істотно калієвих, ґранітів Уралу, що утворили пегматитові жили з рідкісними цінними мінералами. У пізньокам’яновугільно-пермський час осадонакопичення на східному схилі Уралу майже припинилося і тут сформувалася складчаста гірська споруда. На західному схилі в цей час утворився Передуральський крайовий прогин, заповнений потужною (до 4-5 км) товщею уламкових порід – моласою. Тріасові відклади збереглися в ряді западин-грабенів, виникненню яких на півночі і сході Уралу передував базальтовий (траповий) магматизм. Молодші товщі мезозойських і кайнозойських відкладень платформного характеру полого перекривають складчасті структури по периферії Уралу.
Вважається, що палеозойська структура Уралу заклалася в пізньому кембрії – ордовику в результаті розколювання пізньодокембрійського континенту і розсування його уламків, внаслідок чого утворилася геосинклінальна западина з корою і осадами океанічного типу в її внутрішній частині. Згодом розсування змінилося стиском і океанічна западина почала поступово закриватися і «заростати» новою континентальною корою; відповідно змінювався характер магматизму і накопичення осадів. Сучасна структура Уралу має сліди сильного стиснення, яке супроводжувалося сильним поперечним скороченням геосинклінальної западини і утворенням пологих лускатих насувів – шар'яжів.